# Tugimaantee 24
De Tugimaantee 24 is een secundaire weg in Estland. De weg loopt van Tapa naar Loobu en is 26,0 kilometer lang. 